# Aage Elmer
Svend Aage Elmer (født 12. november 1896 i Kappendrup på Fyn) var en dansk commis og atlet.
Elmer var medlem af Københavns IF og vandt 1918 det danske mesterskab i spydkast, som ved den tid afgjordes som resultatet af den sammenlagte længde af kast med både højre og venstre hånd. Hans vinderresultat var 89,28. Han satte dansk rekord i spydkast sammenlagt; 80,95 (1917), 83,92 (1918) og hans 89,28 fra DM 1918. 1918 vandt han sølv med DM i femkamp. Han var to gange på landsholdet.
En af datidens store trænerkapaciteter, den svenske kastetræner Anders Wilhelm Kreigman var Elmers træner 1917-1919.